# 千葉市立緑が丘中学校
千葉市立緑が丘中学校（ちばしりつ みどりがおかちゅうがっこう）は、千葉市花見川区犢橋町にある公立中学校で、学校の略称はがっ中。

## 概要
千葉市38番目の中学校として、1978年に1学年6学級で開校した。学区は柏台小、宮野木小の2校周辺である。
2014年頃にフジテック製のエレベーターが設置された。各階で扉の色が異なる。

## アクセス
- 基本的に鉄道手段は無くバスのみである。

1. 宮の杜カエデ通り　下車徒歩3分
＜JR稲毛駅から草野車庫行き稲12＞
（宮野木小学校経由）
2. 京葉自動車教習所入口　下車徒歩6分 
＜スポーツセンターから勝田台駅行き勝22＞
＜JR四街道駅から草野車庫行き＞
3. 草野車庫　下車徒歩10分

## 施設
- 校舎 2つの棟からなる各棟は、1階部分は廊下によって、2階部以降は空中廊下によって、自由に行き来することができる。
  - 校棟：4階建て。普通教室中心の棟である。その他、保健室や校長室などもある。特別棟から見て南側に位置する。
  - 特別棟：こちらも4階建て。校棟には無い施設がある。主に、音楽室、金工室、木工室などがある。
    - 4F：美術室、音楽室
    - 3F：被服室、図書室
    - 2F：調理室、第1理科室
    - 1F：木工室、金工室

## 著名な出身者
- 和田潤（元サッカー選手）
- 小川誠一（元サッカー選手）
- 三田寺理紗（女優）